# Ajuste

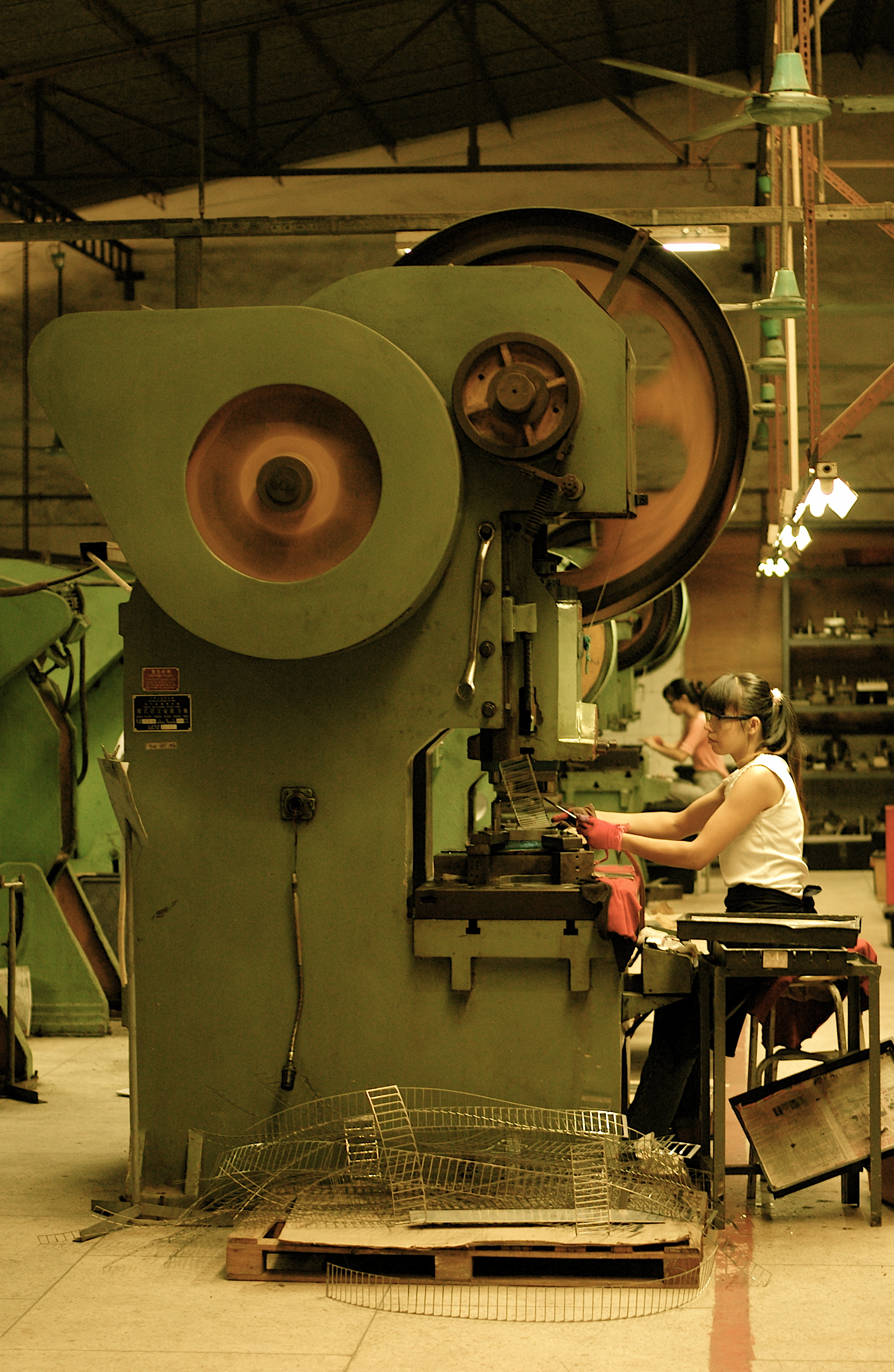
Prensa mecánica equipada con matrices.

En mecanizado o en mecánica de precisión, el ajuste es la forma en que dos piezas de una misma máquina se acoplan entre sí, de forma tal que un eje encaja en un orificio.
El acople está relacionado con la tolerancia en los tamaños de ambas piezas. Si una tiene un tamaño mucho mayor que la otra no ajustarán. Debido a esto, para la fabricación de piezas se adoptan normas, como por ejemplo las normas ISO, Organización Internacional de Normalización, para estandarizar las medidas. Esto ha permitido la intercambiabilidad de las piezas y la producción en serie. El valor de tolerancia para un eje se identifica con una letra minúscula, mientras que para los agujeros se utilizan las mayúsculas.
La tolerancia de mecanizado es designada por quien diseña la máquina tomando en consideración algunos parámetros como función y coste. Cuanto menor sea la tolerancia mayor será el coste del mecanizado.
Los trabajos de ajuste se dividen o clasifican en operaciones. Se llama operación al trabajo que se realiza con una herramienta o herramientas similares. También se llama operación cuando se hace un trabajo o una parte del trabajo sin cambiar de herramientas.
Las principales operaciones que pueden hacerse en el trabajo de ajuste manual, son: Medir, Trazar, Aserrar, Limar, Pulir, Cincelar, Rasquetear, Taladrar, Roscar, Escariar y Montar.

## Piezas macho y hembra
Las piezas que participan del ajuste se denominan macho y hembra. Las piezas macho son aquellas que poseen extensiones cuya cara externa ajustará por la parte interna de la pieza hembra. Por ejemplo, ejes, árboles de transmisión, chavetas, estrías, etc. Las piezas hembra ajustan en forma inversa a las macho, tales como agujeros, ranuras, etc. También guardan una estrecha relación de ajuste los elementos roscados, los engranajes, las matrices, las distancias que hay entre los centros de agujeros que tienen las cajas de velocidades y reductoras u otros mecanismos.

## Tolerancia de mecanizado
Al fabricar una pieza, la interacción entre la herramienta de corte y los materiales durante el proceso de mecanizado dificulta obtener una medida exacta de forma repetitiva, por lo que se necesita cierta tolerancia para que aun no siendo perfectas las piezas ajusten sin forzarlas. La tolerancia de mecanizado es la diferencia permisible entre una cota nominal máxima (o cota de referencia) y otra mínima para que su medida real pueda validarse según el acople de la pieza. Cuanto menor sea la tolerancia necesaria, más difícil será realizar la pieza.
El valor de la tolerancia se representa por letras, indicándose los valores de las cotas máximas y mínimas de tolerancia agregando números. Las letras mayúsculas de la A a la G identifican tolerancias de hembra con un valor mayor al de la cota nominal, mientras que de la J a la Z se refieren a tolerancias de hembras con valor está por debajo de la cota nominal. La H representa el valor nominal exacto.
Las cotas de los machos se representan con letras minúsculas acompañadas del grado de calidad IT. Las letras de la a a la g corresponden a valores por debajo de la cota nominal (en forma inversa a los de las hembras). El valor máximo de la letra h es la cota nominal. Los valores de la j a la z corresponden a valores por encima de la cota nominal.
- Ejemplo: 50H7--(50 + 30 + 0) - Valor máx admisible: 50,030; Valor mín admisible: 50,00
- Ejemplo: 30 m6--(30 + 21 + 8) - Valor máx admisible: 30,021; Valor mín admisible: 30,008

Pueden encontrarse ejemplos en las Normas ISO de mecanizado y en prontuarios de mecanizado.

## Juegos de ajuste
El juego máximo de un ajuste es la diferencia entre el valor máximo real de una cota hembra y el valor mínimo real de una cota macho, mientras que el juego mínimo es un concepto similar excepto que en lugar de tomar los valores máximos toma los mínimos. 
Juego máximo ajuste eje - agujero = Diámetro mayor agujero - Diámetro menor eje
El valor del juego mínimo en los ajustes holgados deslizantes y giratorios siempre es mayor que cero; por el contrario, el juego máximo y mínimo en un ajuste forzado siempre es negativo.
Juego mínimo ajuste eje - agujero: Diámetro menor agujero - Diámetro mayor eje'

## Parámetros de ajustes

Concentricidad.

Al realizar un ajuste se deben tener en consideración determinados parámetros a fin de lograr la calidad deseada. Uno de ellos es la rugosidad, que es el conjunto de crestas y surcos que se forman sobre la superficie de una pieza que fue mecanizada debido a la acción de las herramientas de corte. La rugosidad está relacionada con las tolerancias y la calidad de los ajustes.
Otros parámetros a determinar en ciertos componentes son el paralelismo y la perpendicularidad entre una superficie cilíndrica refrentada y su eje axial, por lo que se indican los límites permitidos en los planos constructivos. En ciertos componentes cilíndricos se debe controlar la redondez, la conicidad y en general el perfil esférico, mientras que en otros tipos de piezas es necesario revisar la planitud u horizontalidad de la superficie o la concentricidad si hay varias piezas con diámetros que tengan un eje común.
no siempre será necesario la exactitud ya que para el ajuste siempre sale con un error de 0,001

## Verificación y control de calidad

Pie de rey.

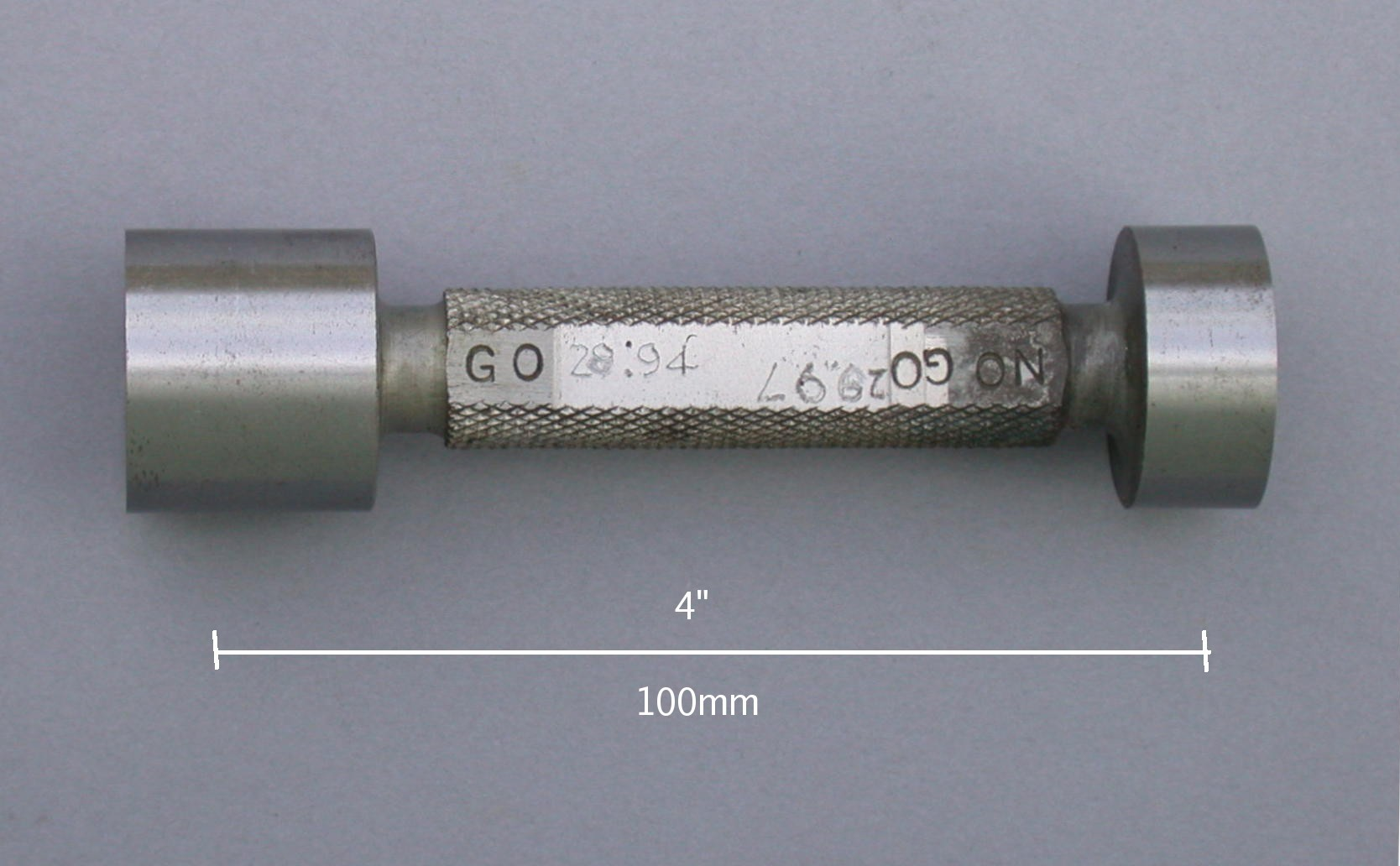
Galga para verificación de agujeros PASA - NO PASA.

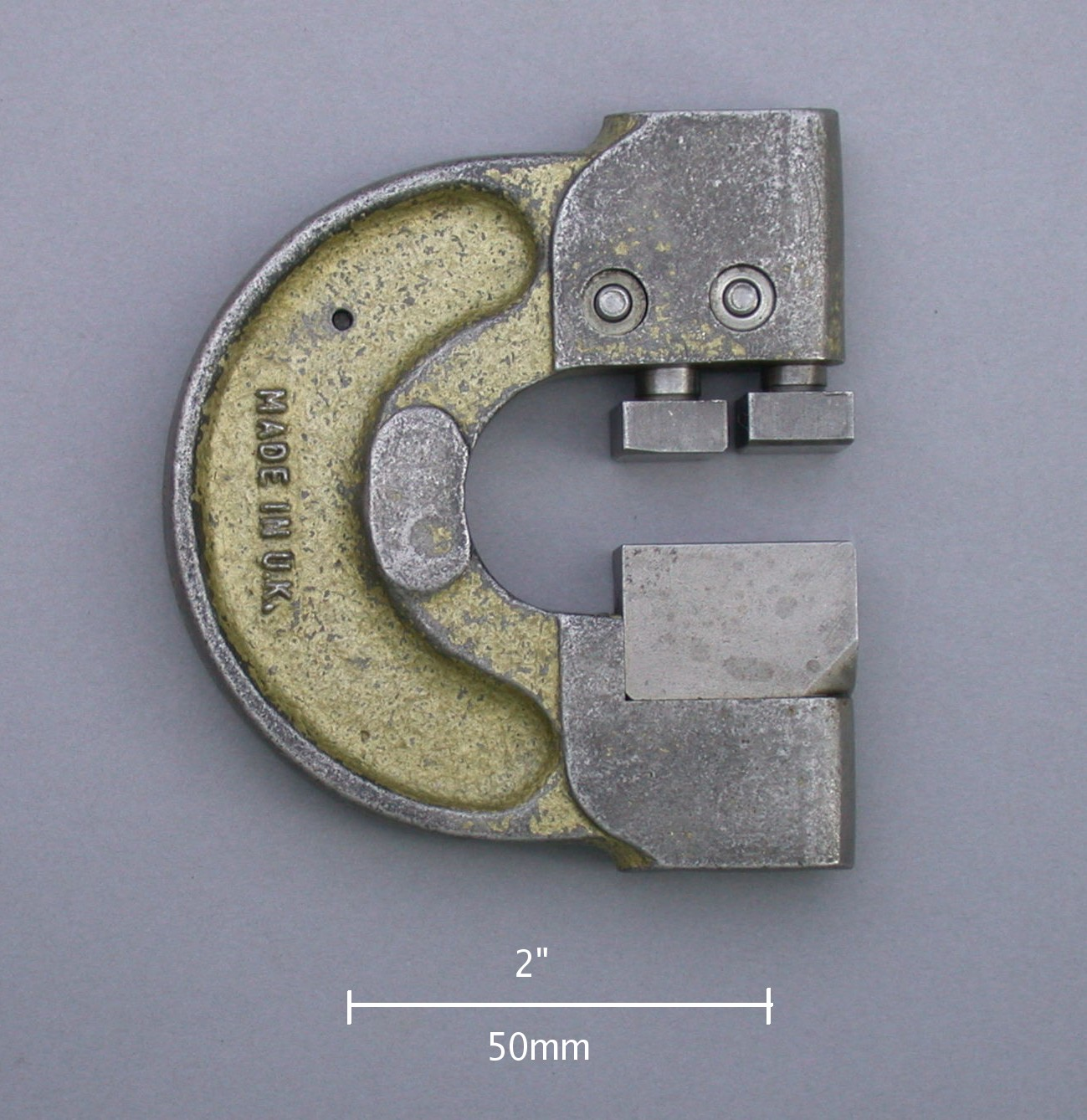
Galga de medidas exteriores PASA- NO PASA.

Al producir piezas en serie es necesario verificar que tienen la calidad adecuada de forma que no se deban descartar componentes al final del proceso debido a que no encajan al ensamblar las máquinas. Es por ello que las empresas instrumentan departamentos de control de calidad que realizan mediciones y verificaciones de las piezas para garantizar que la calidad es la adecuada o detener la producción en caso de encontrar fallos en el proceso. Antes de iniciar la producción en serie la máquina-herramienta recibe una calibración adecuada según la operación de mecanizado a ejecutar. Luego de realizada la primera pieza recibe un riguroso control de todos los parámetros de calidad involucrados. Si el resultado es positivo, el control de calidad del proceso pasa a ser realizado por el operario de la máquina, para lo cual debe disponer de los instrumentos de medición, galgas y calibres que sean necesarios.
Para poder verificar la precisión de las piezas se utilizan instrumentos de medición como calibres o Vernier, micrómetros, gramiles, relojes comparadores, galgas de tampón (pasa-no pasa) para verificar agujeros y galgas de herradura (pasa-no pasa) para verificar diámetros exteriores.
El calibre tampón posee dos extremos mecanizados de distinta longitud. El cilindro más largo es el PASA. Las dimensiones de cilindro PASA corresponden a la dimensión mínima real de la cota nominal, y el cilindro corto corresponde al lado NO PASA y tiene la dimensión correspondiente al diámetro mayor de la cota nominal correspondiente. Por su parte en la herradura para verificar diámetros exteriores las aperturas se relacionan en forma inversa con el calibre anterior.

## Perfil profesional del ajustador mecánico
Hay dos tipos de especialidades propias de los técnicos ajustadores mecánicos: el ajustador matricero y el ajustador mecánico montador. El ajustador matricero es aquel que construye elementos mecánicos complejos, ajustes de precisión, moldes y matrices utilizando tanto herramientas manuales como máquinas. También debe verificar las piezas, los procesos de fabricación y la calidad del producto.